# Cranogona denticulatum
Cranogona denticulatum är en mångfotingart som beskrevs av Delmas 1927. Cranogona denticulatum ingår i släktet Cranogona och familjen Anthogonidae. Inga underarter finns listade i Catalogue of Life.